# Перевізник (телесеріал)
Перевізник (англ. Transporter: The Series) — екшн-телесеріал за мотивами однойменної серії фільмів Люка Бессона.
Кошторис перших 12 серій становив 43 мільйони доларів. У створенні телесеріалу брали участь декілька студій США, Канади, Великої Британії, Франції та Німеччини.

## Сюжет
Колишній співробітник елітного підрозділу спеціального призначення Френк Мартін (Кріс Венс), продовжує займатися перевезеннями, суворо дотримуючись правил, які виробив для себе: «Ніколи не змінювати умов угоди», «Ніколи не відкривати вантаж» і «Не знати нічиїх імен». Три правила, які Френк постійно порушує…
Йому не потрібні пояснення і подробиці, він не багатослівний і не схильний ставити зайві питання. Іноді замовлення приносять неприємності, часто небезпечні для життя, але життя саме по собі небезпечна штука, адже наприкінці помреш. Неймовірна майстерність водіння, якій може позаздрити Шумахер, володіння на досконалому рівні бойовими навичками — запорука його успіху, він завжди виходить переможцем з вельми небезпечних ситуацій.

## Трансляція в Україні
В Україні перший сезон вийшов 8 квітня 2013 року у 00:00 на телеканалі «Інтер». Серіал показують з понеділка по четвер по 2 серії одразу. Другий сезон серіалу вийшов в ефірі телеканалу «2+2».

## Українське закадрове озвучення

### Багатоголосе закадрове озвучення студії «Так Треба Продакшн» (1 сезон)
Ролі озвучували: Анатолій Пашнін, Юрій Гребельник, Володимир Терещук і Олена Бліннікова

### Двоголосе закадрове озвучення студії «1+1» (2 сезон)
Ролі озвучували: Ярослав Чорненький і Олена Узлюк

## Виробництво
Режисером пілоту виступив багаторічний режисер «Загублених» Стівен Вільямс. Серед інших режисерів, які працюють над серіалом, — Брюс Макдональд («Деграссі: Наступне покоління», «Квір як народ») та Енді Мікіта, відомий за роботою над кількома серіалами, зокрема «Зоряною брамою» та «Прихистком» від SyFy. Єдиним сценаристом, який наразі підтвердив свою участь, є Карл Біндер, також випускник «Всесвіту Зоряних воріт».
Спочатку ветерани канадського телебачення Джозеф Маллоцці та Пол Маллі, знані своєю роботою над «Зоряним всесвітом», були продюсерами шоу та співавторами пілоту. Як повідомляє "Голлівуд-репортер", після двох епізодів їх замінили британський режисер Стів Шилл («Декстер», «Закон і порядок: Злочинний намір», «Тюдори») і канадський ветеран, продюсер Карен Вукі («Андромеда», «Мутант Ікс»). Однак Шилл залишив проєкт у січні 2012 року, так і не знайшовши собі наступника.
Місцями знімання фільму були Париж, Берлін і Ніцца, проте більша частина проходила в Торонто, Онтаріо. У жовтні 2011 року знімання серіалу призупинили після того, як Кріс Венс отримав травму через нещасний випадок на знімальному майданчику. Решту сцен мали знімати в Торонто навесні 2012 року. Серіал знімався за допомогою камер Arri Alexa, Canon C300 і GoPro.
26 листопада 2015 року було оголошено про скасування серіалу.

## У ролях
| Актор                  | Роль              |
| ---------------------- | ----------------- |
| Кріс Венс              | Френк Мартін      |
| Марія Віоланте Плачідо | Кет               |
| Андреа Осварт          | Карла Валері      |
| Дельфін Шанеак         | Джульєтт Дюбуа    |
| Чарлі Хюбнер           | Дітер Хаусманн    |
| Франсуа Берлеан        | інспектор Тарконі |
| Жан-Поль Мано          | Каган             |
| Джуліан Річінґс        | Едуард            |
| Ґреґ Брик              | Бернгардт         |